# 霍梅尼港
霍梅尼港，全称伊玛目霍梅尼港（波斯語：‎），又称伊玛目港（波斯文：‎），是一座位于伊朗伊斯兰共和国胡齐斯坦省波斯湾沿岸的港口城市。1979年伊朗伊斯兰革命以前被称作沙赫普尔港（波斯文：‎），革命后以最高领袖大阿亚图拉鲁霍拉·穆萨维·霍梅尼（被尊称为伊玛目霍梅尼）的名字重新命名。

## 历史
霍梅尼港位于连接里海、首都德黑兰及波斯湾的伊朗縱貫鐵路的起点。
在第二次世界大战期间，沙赫普尔港（霍梅尼港的原名）只有一个码头、两个泊位、一个军需站和仓库，数公里外只有一个居民区。最初沙赫普尔港被纳粹德国和法西斯意大利所控制，但1941年8月25日，在英国皇家海军的帮助下，苏联、英国和英属印度联军占领了该港。
盟军占领沙赫普尔港后，该港由美国陆军第482港口大队管理，为盟军提供补给，也用来停靠和维修商船和军船。二战中，沙普尔港增加了三座码头。战后，美军撤离了沙赫普尔港。
伊斯兰革命后，伊斯兰共和国政府以最高领袖霍梅尼的名字将沙赫普尔港改为现名。

## 港口运作
伊玛目港是集装箱、货舱和一般货物的中转港口，只许中转伊朗伊斯兰共和国航运公司（IRISL）的货物。2005年伊朗政府计划开放该港口与西欧的集装箱货运，但不包括与各航运公司关于该港口的设备与通关的谈判。
伊玛目港有7个码头，40个泊位，共6,500米宽 。
| 类型           | 泊位 | 水深 （米） | 宽度 （米） |
| -------------- | ---- | ----------- | ----------- |
| 一般货物       | 29   | 12          | 3512        |
| 集装箱         | 5    | 11          | 1051        |
| 谷物仓         | 2    | 12          | 560         |
| 驳船           | 1    | 6           | 842         |
| 海湾           | 1    | 5           | 307         |
| 中转           | 1    | 4           | 75          |
| 铁矿石（卸货） | 1    | 15          | 220         |

该港口的码头有面积10,980,790的开放栈房和171,000的仓库。

## 体育
参加伊朗超级联赛的伊玛目港石化足球队以伊玛目霍梅尼港为主场。